# Starblade
Starblade (スターブレード Sutāburēdo?) es un juego de arcade tipo Matamarcianos basado en el espacio en 3D que fue lanzado por Namco en 1991. Fue notable por su uso temprano de gráficos en 3D en tiempo real, producido utilizando la placa del sistema de arcade Namco System 21 «Polygonizer» y se cree que tuvo una fuerte influencia en el juego de Super NES, Star Fox de 1993 de Nintendo. Posteriormente, se trasladó al Sega CD siendo un port desarrollado por Technosoft y 3DO de en 1994. También se lanzó en PlayStation como Starblade Alpha en 1995, y se relanzó en 2013 en iOS como parte de la aplicación Namco Arcade.

## Arcade
La aparición de un "pod" en el que el "artillero" controlaba un cañón láser de doble cañón no era un concepto totalmente nuevo en las arcades, pero lo nuevo era el método de cómo se proyectaba la imagen. La versión arcade de Starblade usó un espejo cóncavo (moldeado de plexi negro, reflectante y flexible) para reflejar la imagen de un monitor de resolución estándar de 26" en la parte superior de la carcasa del simulador. Esto le dio al jugador la experiencia de un entorno espacial más profundo que, con su efecto de lente, nunca se había visto en ningún videojuego en ese momento.
El jugador tenía un controlador de yugo de vuelo de 2 ejes/4 botones grande y pesado que tenía una lámpara roja de LED multi-LED incorporada que destellaba cuando los enemigos eran destruidos. Cuando el jugador fue atacado por fuego enemigo, el asiento retumbaría y dos luces estroboscópicas (similares a los flashes de fotos) destellarían. Un motor de 30 VCC con un eje asimétrico produjo el efecto de sacudida del asiento cuando el módulo del asiento se montó sobre tres cilindros de goma que permitieron cierto movimiento al asiento.
El sonido era un sistema de tipo envolvente con cuatro altavoces: dos en la parte delantera debajo del gran espejo y dos en la parte posterior del asiento. El gabinete de la versión estadounidense tenía los altavoces traseros metidos en su caja de monitores en la parte superior (detrás de la cubierta de plástico amarilla donde se podían ver las rejillas). La señal de audio amplificada era solo una señal estéreo estándar de dos canales, pero con un PCB amplificador especialmente diseñado que separa el audio en cuatro canales individuales.
Starblade se mostró en  Tekken 5 durante la pantalla de carga de apertura, y como un juego clásico desbloqueable en la sección de Historia Arcade del juego. Starblade también hace una aparición en Ridge Racer 7 como fabricante de ruedas y presenta variedades de ruedas del juego.

## Recepción
Al revisar la versión del Sega CD, GamePro elogió los gráficos y los efectos de sonido, y observó que el juego altamente simplista sería poco atractivo y aburrido para los jugadores experimentados, pero agradable y desafiante para los jugadores más jóvenes. En su revisión de la versión 3DO, elogiaron nuevamente los gráficos y los efectos de sonido, en particular la capacidad de elegir entre gráficos de polígonos y gráficos con textura mejorada, pero criticaron elementos como la ausencia de power-ups y el lento movimiento del cursor de puntería. Haz el juego frustrantemente difícil. Un crítico de Next Generation comentó que "es rápido y furioso, pero también muy, muy corto. Tres etapas y se acabó. Si el juego hubiera durado más tiempo, podría haber sido calificado como más alto, pero tal como está, simplemente no hay suficiente".
Al revisar la versión de PlayStation, Maximum comentó que la versión original de arcade tenía gráficos excepcionalmente agradables pero muy limitada en los rieles, y que "Si bien esta conversión incluye modos extendidos específicos de PlayStation (como polígono plano o modos de textura de mapas), el juego "sigue siendo exactamente el mismo y aunque este tipo de acción está bien en las salas de juego en una quid a go, realmente no se obtiene la satisfacción de cuarenta quid del producto doméstico". La breve reseña de GamePro criticó que no había cambiado con respecto a la versión de hace un año de la 3DO, y comparó el juego desfavorablemente con el rail shooter contemporáneo Panzer Dragoon II.

## Puertos mejorados
En las versiones PlayStation (Starblade Alpha) y 3DO, los jugadores pueden elegir entre la versión arcade del juego y una versión mejorada. En el modo arcade, los gráficos del juego se componen de polígonos planos y la pantalla tiene barras negras en sus bordes izquierdo y derecho. Para el modo mejorado, los gráficos del juego se componen de polígonos totalmente texturizados con una vista de pantalla completa de la acción.

## Secuela
Una secuela titulada Starblade: Operation Blue Planet se desarrolló en 2002 y se ejecutó en el hardware Namco System 246. El prototipo consistió en un gabinete Namco O.R.B.S. que usaba un proyector en una superficie con forma de globo y un módulo de asiento "deslizable". Esta configuración fue diseñada para sumergir completamente al jugador. Sin embargo, nunca hizo pruebas de campo pasadas.